# Il sacco di Roma (film 1953)
Il sacco di Roma è un film del 1953 diretto da Ferruccio Cerio.

## Trama
Nel 1527 Roma è straziata dalla guerra tra la frazione degli Orsini e quella dei Colonna. Intanto truppe spagnole e lanzichenecchi marciano alla conquista della città.
Angela Orsini e Massimo Colonna, due rappresentanti delle nobili casate, si amano e si sposano in segreto, ma durante la cerimonia irrompe il padre di Angela e sfida Massimo a duello. Questi si destreggia per evitare lo scontro, ma un pugnale lanciato da un sicario di Tancredi Serra che pretende alla mano di Angela, colpisce a morte il vecchio Orsini. Massimo è costretto a fuggire da Roma, ma ci ritorna dopo che la città viene assediata, e prima di andare a combattere stringe un accordo di pace con gli Orsini per dimostrare la sua innocenza e l'amore per Angela.
La città è presa e gli ultimi che oppongono resistenza si rifugiano a Castel Sant'Angelo. Il capo della resistenza, Massimo, riesce a spezzare poi la cerchia degli assedianti grazie all'aiuto di un certo Fanfulla da Lodi, liberando i difensori. Intanto Angela viene a sapere dal sicario, ormai moribondo, la vera versione dell'uccisione di suo padre: ormai nulla può impedire il matrimonio fra lei e Massimo.